# Station Cork Kent
Station Cork Kent  is een spoorwegstation in Cork in het  gelijknamige Ierse graafschap Cork. Het station is het eindpunt van de lijn Dublin - Cork. Vanaf Cork rijdt daarnaast een lokale trein om en om naar Cobh of Midleton. Via Mallow is er een directe aansluiting naar Tralee.
Het station werd in 1893 geopend als Glanmere Road. In 1966 werd het, gelijk met stations in alle grotere plaatsen, hernoemd naar een held van de Paasopstand. In Cork was dat Thomas Kent, die geboren was in het graafschap Cork.